# Diplosoma lafargueae
Diplosoma lafargueae is een zakpijpensoort uit de familie van de Didemnidae. De wetenschappelijke naam van de soort is voor het eerst geldig gepubliceerd in 1993 door Vazquez.